# Podwórze (Broniszewice)
Podwórze – niestandaryzowana część wsi Broniszewice, położona w  województwie wielkopolskim, w powiecie pleszewskim, w gminie Czermin.
Przysiółek znajduje się w środkowej części Broniszewic.